# Beigebröstad springhöna
Beigebröstad springhöna (Turnix olivii) är en fågel i familjen springhöns inom ordningen vadarfåglar.

## Utseende
Beigebröstad springhöna är en stor springhöna med en kroppslängd på 18-22 centimeter, en kraftig näbb och gula ögon. Jämfört med andra springhöns är den både blekare och mer enhetligt färgad. 
Hanen är övervägande sandbrun. Hjässa och nacke är grå med tydliga svarta streck på var sida. Rygg och yttre skapularer är svart och rostbrunt bandade, medan täckarna på vingens ovansida är rödbruna med vita fläckar. Honan liknar hanen men är mer färgstak, större och mörkare i ansiktet.
Den skiljer sig från vida spridda brokspringhönan (T. varia) genom kraftigare näbb, med enfärgat bröst och frånvaro av en rostbrun skulderfläck.

## Utbredning och systematik
Beigebröstad springhöna förekommer endast i nordöstra Australien, på Kap Yorkhalvön i norra Queensland). Den är mycket sällsynt med inga säkra fynd sedan 1924. Den behandlas som monotypisk, det vill säga att den inte delas in i några underarter.

## Status
Arten verkar ha en mycket liten världspopulation uppskattad till endast under 250 vuxna individer, trots att utbredningsområdet är relativt stort. Internationella naturvårdsuniön IUCN kategoriserar därför arten som akut hotad.

## Namn
Fågelns vetenskapliga artnamn hedrar Edmund Abraham Cumberbatch Olive (1844-1921), engelsman som utvandrade till Australien 1875, naturforskare och samlare av specimen.